# Dvospolnost
Dvospolnost ili hermafroditizam pojava je da ista jedinka posjeduje i ženske i muške spolne organe.

## Dvospolnost kod biljaka
U biljnom carstvu je dvospolnost široko rasprostranjena. Kod sjemenjača su prisutna dva vida dvospolnosti: biljke koje imaju na jednoj stabljici kako muške tako i ženske cvjetove, i biljke koje u istom cvijetu imaju i muške i ženske spolne organe. No, većina vrsta je razvila niz strategija pomoću kojih se izbjegava samooplodnja.

## Dvospolnost kod životinja
Kao normalna pojava poznata je u mnogih beskralježnjaka, bilo da ista jedinka posjeduje zasebne muške i ženske spolne organe (u metilja, gujavica), bilo muške i ženske rasplodne stanice (kod mnogih puževa). U tih je normalnih hermafrodita samooplodnja (autogamija) dosta rijetka; pojavljuje se u nekih parazitskih crva, poput trakavice, ili u životinja koje svoje spolne produkte izlučuju u vodu gdje se vrši oplodnja (primjerice bodljikaši, žarnjaci). Češća je pojava raznovremenog dozrijevanja spolnih stanica, čime se izbjegava samooplodnja. Obično muške spolne stanice prije sazru (proterandrija), a rjeđe ženske prije muških (proterginija). Neki se hermafroditi uzajamno oplođuju, poput kišnih glista i raznih puževa. 
U kralježnjaka je hermafroditizam kao normalna pojava sasvim rijedak. Susreće se samo kod nekih rodova riba (klanjac, komarča), gdje mogu imati istovremeno i muške i ženske spolne organe, ili tijekom života mijenjaju spol, pa su prvomužjaci a zatim ženke (protandrija), ili obrnuto, prvo ženke, a zatim mijenjaju spol u muški (protoginija). Svi su ostali kralježnjaci razlučenih spolova.
Dvospolnost kao abnormalna pojava može se pojaviti u životinja razlučenih spolova, i to u raznim oblicima. Lateralni hermafroditizam pojava je kad jedna polovina tijela ima muške, a druga ženske spolne organe, pa u skladu s time i odgovarajući razvitak sekundarnih spolnih oznaka. To se događa u nekih leptira, dok je u ptica i sisavaca to sasvim rijetka pojava i nije u vezi s promjenama sekundarnih spolnih oznaka. Pseudohermafroditizam pojava je u kojoj su spolni organi mužjaka nepotpuno razvijeni i slični ženskim spolnim organima (androginija), ili su pak ženski spolni organi nepotpuno razvijeni slični muškima (ginandrija). Takvi se slučajevi mogu dogoditi kod blizanaca, kad muški embrij svojim hormonima zakoči normalni spolni razvoj svoga ženskog partnera i obratno.

## Dvospolnost kod ljudi
Dvospolnost u čovjeka stanje je nepotpune diferencijacije spola tako da osoba ima primarne i sekundarne osobine i muškarca i žene. Točniji je naziv interseksualnost, dok je osoba interseks. Pravi hermafroditizam, s punovrijednim žlijezdama oba spola, nije zabilježen. Većina opisanih hermafrodita imali su morfološki i psihološki više ženski karakter. Kod pseudohermafroditizma postoje spolne žlijezde samo jednog spola, a drugi spolni organi suprotna spola razvijeni su u većoj ili manjoj mjeri. Pseudohermafroditizam dijeli se na muški i ženski; u prvom slučaju postoji samo testis, a u drugom samo ovarij. Ako se pojava na vrijeme ustanovi, stanje se može u znatnoj mjeri normalizirati hormonskim liječenjem i kirurškim zahvatima, pa se takva osoba može prevesti u spol prema njenim spolnim žlijezdama (ginandromorfizam).